# Lies Arntzenius
Elise Claudine Arntzenius (Den Haag, 13 juni 1902 – aldaar, 24 maart 1982) was een Nederlandse schilderes, beeldhouwster en keramiste en antiekhandelaar.

## Leven en werk
Arntzenius was een dochter van de kunstschilders Floris Arntzenius (1864-1925) en Lide Doorman (1872-1954). Ze was van 1927 tot 1939 gehuwd met meubelfabrikant en vliegtuigbouwer Hendrik Pander (1903-1973).
Arntzenius werd opgeleid aan de Academie van Beeldende Kunsten in Den Haag. Als schilderes maakte ze vooral stillevens en portretten, daarnaast was ze ook actief als beeldhouwster en keramiste. Artnzenius verkocht antiek en haar eigen werk in haar winkel Ondine aan de boulevard in Scheveningen. Ze exposeerde onder meer bij de Koninklijke Kunstzaal Kleykamp en was lid van de Nederlandse Kunstkring.
- Biografisch Portaal: 15185190
- RKD-Nederlands Instituut voor Kunstgeschiedenis: 2565